# Autrans
Autrans este o comună în departamentul Isère din sud-estul Franței. În 2009 avea o populație de 1.676 de locuitori.

## Evoluția populației
| An        | 1975  | 1982  | 1990  | 1999  | 2006  | 2009  |
| --------- | ----- | ----- | ----- | ----- | ----- | ----- |
| Populație | 1.330 | 1.370 | 1.406 | 1.541 | 1.663 | 1.676 |